# Paulinho (ur. 1981)
Paulinho, właśc. Paulo Roberto Machado (ur. 18 lipca 1981) – brazylijski piłkarz występujący na pozycji pomocnika.

## Kariera klubowa
Wychowanek klubu Paulista FC z miasta Jundiaí w stanie São Paulo. Latem 2001 roku przeniósł się do Szwajcarii, gdzie podpisał umowę z trzecioligowym FC Malcantone Agno, gdzie występował przez rok. Przed sezonem 2002/03 został zawodnikiem BSC Young Boys. 6 lipca 2002 zadebiutował w Nationallidze A w zremisowanym 2:2 meczu przeciwko FC Luzern. Ogółem rozegrał on w szwajcarskiej ekstraklasie 16 spotkań, nie zdobył żadnej bramki. W czerwcu 2003 roku, wraz z Hévertonem Zago, został dyscyplinarnie wyrzucony z klubu za kradzież 11 tys. franków z konta bankowego kolegi z drużyny Johana Vonlanthena.
W latach 2003–2005 Paulinho występował w SSV Jahn Regensburg oraz LR Ahlen, w których zaliczył 50 spotkań na poziomie 2. Bundesligi. Początek 2006 roku spędził na wypożyczeniu do AC Lugano, gdzie rozegrał 1 spotkanie w ramach Pucharu Szwajcarii. Wiosną 2006 powrócił na pół roku do macierzystego klubu Paulista FC. W sierpniu tego samego roku podpisał dwuletnią umowę z Górnikiem Łęczna. 30 września 2006 zadebiutował w I lidze w przegranym 0:3 spotkaniu z Lechem Poznań. Po czterech miesiącach sztab szkoleniowy zrezygnował z jego usług. Ogółem rozegrał dla Górnika 3 mecze ligowe i 2 spotkania w ramach Pucharu Ekstraklasy.
W 2007 roku Paulinho podpisał kontrakt z sudańskim Al-Merreikh SC, prowadzonym przez Otto Pfistera. W tym samym roku wywalczył Puchar Sudanu oraz dotarł do finału Pucharu Konfederacji CAF, w którym jego zespół uległ CS Sfaxien w dwumeczu 2:5. W kolejnym sezonie zdobył on z Al-Merreikh kolejny puchar oraz mistrzostwo kraju. Po wygaśnięciu jego kontraktu wraz z końcem 2008 roku odszedł z klubu. W lutym 2009 był testowany przez Cracovię trenowaną przez Artura Płatka, z którym współpracował wcześniej w trzech innych klubach. Z powodu kontuzji kostki oraz zaległości treningowych nie zdecydowano się go zatrudnić. Przez kolejne 1,5 roku nie grał w piłkę nożną na zawodowym poziomie. W sezonie 2010/11 rozpoczął występy w Yverdon-Sport FC (Challenge League), a następnie reprezentował barwy Clube de Regatas Brasil (Série C). W lutym 2012 roku został graczem amatorskiego klubu SW Wattenscheid 08 (VII poziom rozgrywkowy w Niemczech). W latach 2014–2015 grał w zespole SEV Hortolândia, po czym zakończył karierę piłkarską.

## Sukcesy
Al-Merreikh SC
- mistrzostwo Sudanu: 2008
- Puchar Sudanu: 2007, 2008